# Іларія дель Карретто
Іларія дель Карретто (Цуккарелло, 1379 — Лукка, 1405) — вельможна особа, представниця італійської аристократичної династії Дель Карретто, була другою дружиною Паоло Гуініджі, який керував містом-державою Лукка протягом тридцяти років, з 1400 по 1430 рр..

## Біографія

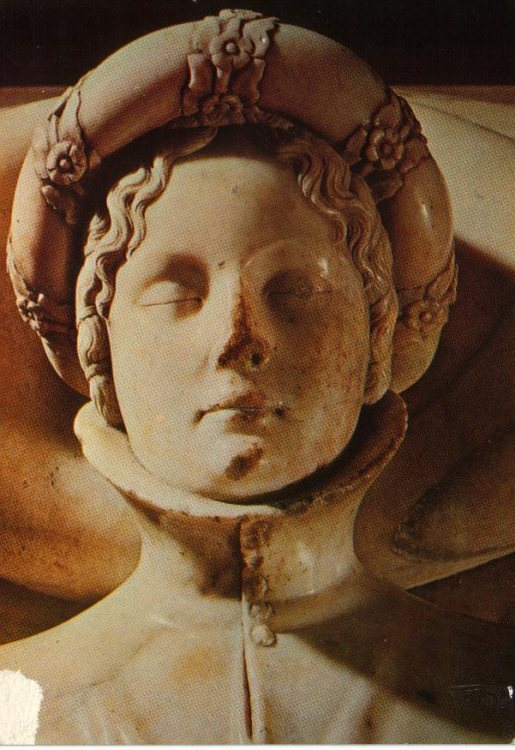
Обличчя Іларії дель Карретто з її саркофагу, роботи скульптора Якопо делла Кверча.

Іларія народилася в 1379 році на теренах Лігурії в містечку Цуккарелло, була дочкою Карло дель Карретто, маркіза ді Савона. Дитинство та юність Іларії пройшло в невеликому замку в Цуккарелло, звідки на початку 1403 року вона вирушила до Лукки, заміж за тамтешнього правителя (синьйора) Паоло Гуініджі.
Весілля зіграли 3 лютого 1403 року з великою помпезністю, урочистості тривали кілька днів. Для Паоло Гуініджі це був другий (і, як згодом склалося, не останній шлюб, загалом одружувався чотири рази), проте його перша дружина померла, не лишивши йому дітей. Іларія вже через рік після весілля народила сина, всього подружжя мало двох дітей:
- Ладіслао Гуініджі народився в 1404 році, зробив успішну кар'єру кондотьєра і в 1429 році брав участь у обороні Лукки від Флорентійської республіки.

- Іларія (молодша), яка отримала ім'я на честь матері, з'явилася на світ в листопаді 1405 року.

Одразу після народження доньки Іларія і померла, в грудні 1405 року, в віці 26 років.
Оповита легендами постать Іларії дель Карретто стала символом жіночої вірності та краси, закарбованої в мармурі її саркофагу, створеного в 15-му столітті відомим італійським скульптором Якопо делла Кверча.

## Саркофаг

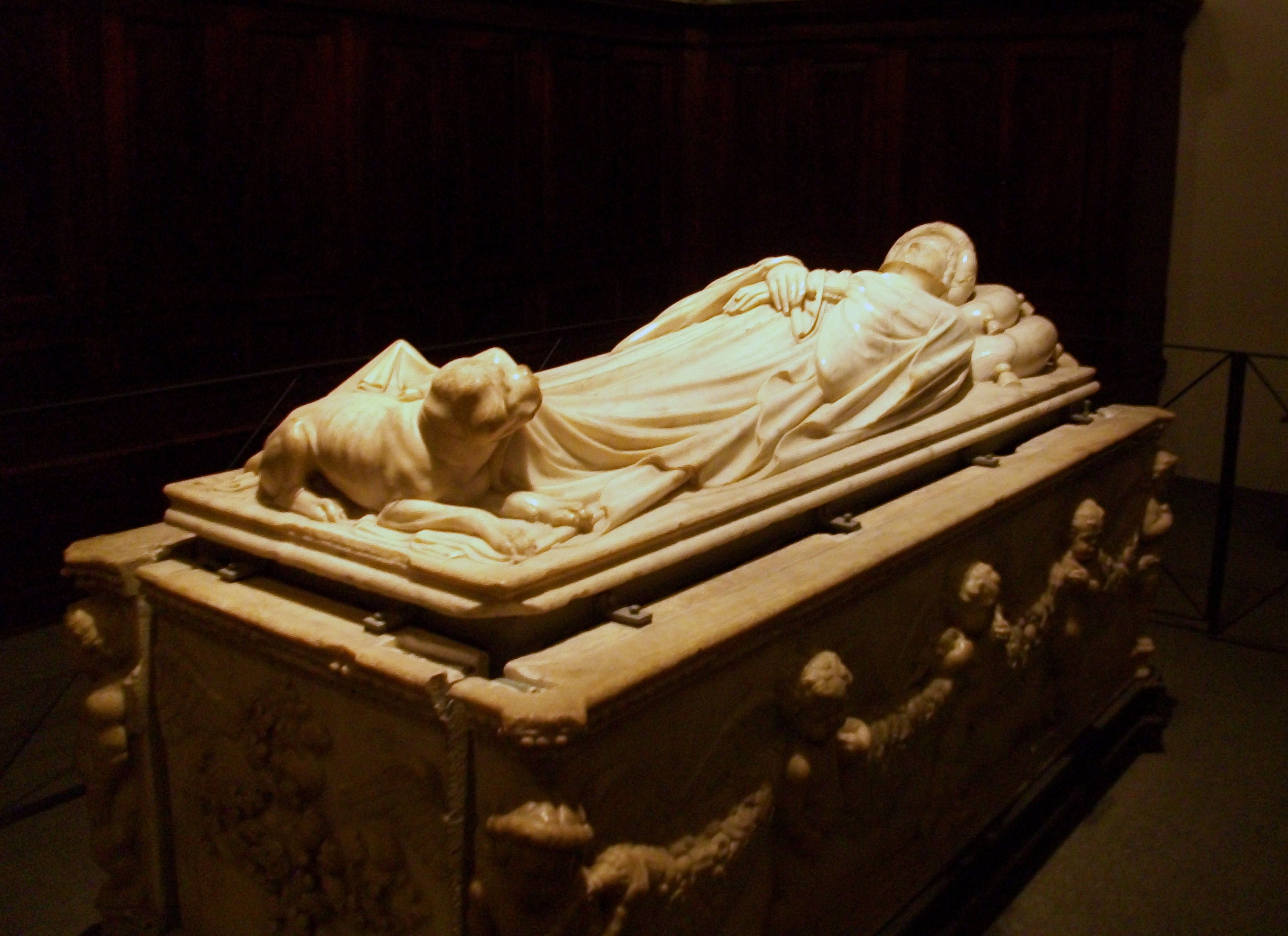
Саркофаг Іларії дель Карретто в соборі Сан-Мартіно, Лукки.

Після смерті Іларії, її вельмжний чоловік замовив для неї вишуканий саркофаг. Замовлення бездоганно виконав відомий скульптор Якопо делла Кверча.
Оригінал саркофагу сьогодні можна побачити в кафедральному соборі Сан-Мартіно в Луцці.

## Вшанування пам'яті

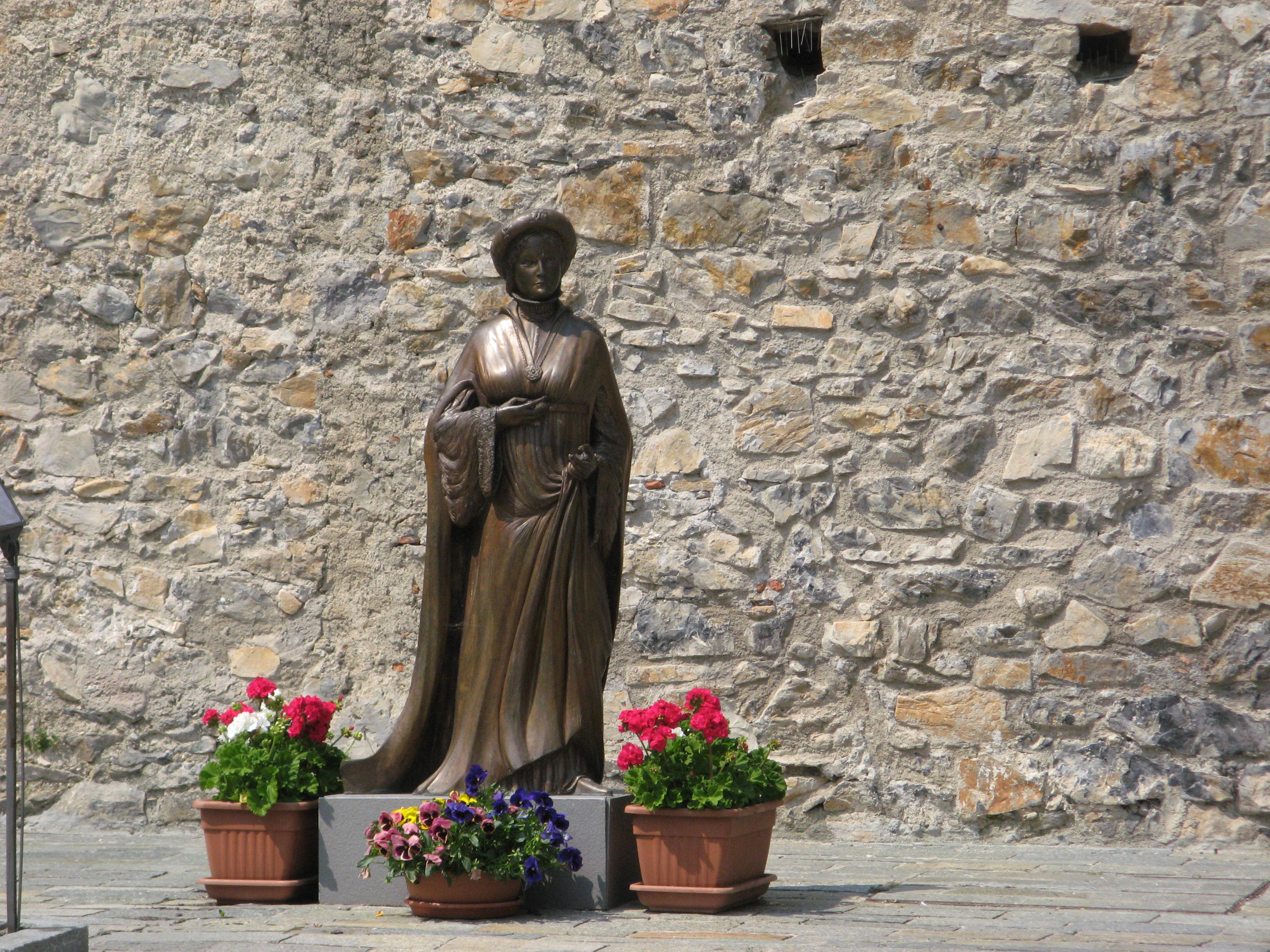
Фігура Іларії дель Карретто в Цуккарелло

Пам'ятник Іларії дель Карретто, виконаний з бронзи, був встановлений в 2007 році в її рідному містечку Цуккарелло.